# Csíksomlyói borvízforrás
A csíksomlyói borvízforrás a Kissomlyó-hegy északnyugati lábánál, a Lok-patak völgyében található.

## Leírása
A csíksomlyói ferences kolostor mögötti réten fakadó forrás, a lakosság kedvelt savanyú ásványvize, vulkáni utóműködés eredményeként jött létre.
Fellobogó vízbősége és gazdag forrása miatt, Benkő Károly 1853-ban “lobogó víz”-nek nevezte.
Imets Fülöp Jákó tanár, a Csíksomlyói Római Katolikus Gimnázium egykori igazgatója, a Székelyföld című lap 1883. november-decemberi számaiban így ír a somlyói borvízről:
“A somlyói szerzetesek a Somlyó nyugati tövében s részben saját területükön fekvő ásványos forrásra figyelmüket kiterjesztették. “
Vitos Mózes pap, helytörténész a Csikmegyei füzetek: Adatok Csikmegye leírásához és történetéhez című könyvében a következőket írja a csíksomlyói ásványvízről:
"Isten e kézzelfogható adománya, a természet e kincse, melyet a csíki főmuzsák gyermekeinek különös kedvezményképpen nyujt oly pazar bőkezüséggel, egy csinos kőküpüben van felfogva, melyet a csikszentkirályi kőfaragók egy darab kőből készítettek volt egy öl hosszu, vagy mély és egy fél öl átméretü nagyságban".
E kőküpün a következő sokatmondó kronosztikon olvasható:
Rég fa VaLék. DarVas VenánCz VáLtoztata KőVé,
Már Vigan Lobogok, hogy kIkI VágygyaL Igyék!
A kronosztikon betűi az 1839-es évet adják.
Kettős vályújának elsőjén pedig, melyben a forrásnak a kőküpü oldalcsatornáján kicsorgó vize fel van fogva, ezen vers állott:
Szomjas merits, vagy igyál, im jó és friss vagyok itt is.
A második vagy alsó válasz ez:
A barmok s madarak szomjukat üzik el itt.
Alá volt írva:
"Bodó Benjamin Sz.-Ferenczes."
Ugyan e gazdag viztartalommal biró forrás vize csatornákon mintegy 20 méternyire le volt vezetve az uszodába.”
Imets Fülöp Jákó feljegyzése szerint, Darvas Vénácz ferences szerzetes, zárdafőnök, a bővizű forrást, cserefából készített, két-két szakaszos vályúba vezettette. Ezt a vályút negyven éven át használták.

## Felhasználása
A csíki székelyek egyik megélhetőségi lehetősége a somlyói borvíz házhoz szállítása volt. Már a 19. század végén a megrendelőknek mázatlan cserépkorsókban szállították házhoz a kedvelt savanyúvizet. Hagyományos tehénfogattal indultak minden reggel a városba, a szekéren két szinten sorba helyezték el a borvízzel teli korsókat.
A Csíki Lapok 1902. október 15-i számában olvasható:
“Szeredába hordja naponta szekérszámra számtalan korsóval a kellemes és bő forrás vizét egy vállalkozó, hol valóban nagy szükséget pótol, mert itt az ívóvíz általában rossz, legtöbbnyire meszes. Aki a somlyói vizet megszokja, alig nélkülözheti.”
Az egyre növekvő város igényeinek kielégítésére, a borvízfuvarozást is modernizálni kellett, így a lassú tehénfogatot a gyorsabb lófogat váltotta fel. A szeredaiak által oly nagyon kedvelt borvizet évtizedeken át fogatok szállították.
A későbbi időkben a forrást tetőszerkezettel látták el, hogy védjék az időjárás hatásaitól.
Napjainkban, a szépen felújított borvízforrás és rendezett környéke fogadja az oda látogatókat.
A csíksomlyói borvíz, a csíkszeredaiak által ma is közkedvelt asztali ásványvíz.

## Gyógyhatása
Az ásványvíz, ivókúra formájában kiválóan alkalmas: savtúltengéses gyomorbántalmak és emésztési zavarok kezelésére.

## Jellegzetessége
Bikarbonátos, vasas, sós, kalciumos, magnéziumos, szénsavas, hypotoniás ásványvíz.

## Összetétele
Az 1957-es mintavétel idején a víz vegyi összetétele a következő:
| 1 kg víz tartalmaz | mg       |
| ------------------ | -------- |
| Klór               | 183,0    |
| Bróm               | 0,05     |
| Nitrát             | 2,2      |
| Hidrokarbonát      | 1 845,2  |
| Nátrium            | 603,5    |
| Kálium             | 23,0     |
| Lítium             | 0,3      |
| Ammónia            | 0,7      |
| Kalcium            | 92,6     |
| Magnézium          | 41,3     |
| Vas                | 14,2     |
| Metakovasav        | 88,0     |
| Metaborsav         | 36,5     |
| Amin               | 0,1      |
| Szabad széndioxid  | 1 907,2  |
| Ásványtartalom     | 4 837,85 |

## Kezelési javallatok
Ivóvízként a következő betegségek kezelésére használható:
- Savhiányos gyomorgyulladás
- Hypotoniás dyspepsia
- Diurétikus kezelés
- Másodlagos vérszegénység

## Külső hivatkozások
- http://www.harghita.ro/hun/2/24/24csiksomlyo.html